# Rosoy-en-Multien
Rosoy-en-Multien – miejscowość i gmina we Francji, w regionie Hauts-de-France, w departamencie Oise.
Według danych na rok 1990 gminę zamieszkiwało 387 osób, a gęstość zaludnienia wynosiła 46 osób/km² (wśród 2293 gmin Pikardii Rosoy-en-Multien plasuje się na 620. miejscu pod względem liczby ludności, natomiast pod względem powierzchni na miejscu 574.).